# Флорестан де Лардерель
Граф Флорестан де Лардерель (итал. Florestano de Larderel; 1848—1925) — итальянский государственный и политический деятель.

## Биография
Родился 6 апреля 1848 года в Ливорно в семье Федериго де Лардереля и Паолины ла Мотте (фр. Paolina La Motte).
Получив образование в области естественных наук в Пизанском университете в 1869 году. В следующем году женился на своей дальней родственнице Марселле де Лардерель (фр. Marcella (Elisa) de Larderel), от которой имел четырех детей, двое из них умерли в раннем возрасте.
После смерти отца в 1876 году, Лардерель принял семейный бизнес — компания отца занималась производством борной кислоты, а впоследствии — производством мыла.
Занимался политической и государственной деятельностью. Был депутатом провинции Ливорно в 1876 году и председателем Совета провинции Ливорно в 1891 году. Членом Сената Королевства Италии стал в 1901 году.
Умер 25 января 1925 года в Ливорно.

## Награды
- Кавалер ордена Святых Маврикия и Лазаря (1874).
- Кавалер Cavaliere del lavoro (10 июля 1902 года).